# Thomas Roberts (Fußballspieler)
Thomas Roberts (* 11. Mai 2001 in Little Rock, Arkansas) ist ein US-amerikanischer Fußballspieler.

## Karriere

### Verein
Roberts begann seine Karriere beim FC Dallas. Im Juli 2018 erhielt er in Dallas einen Profivertrag. In der Saison 2018 kam er allerdings noch nicht für die Profis zum Einsatz. Sein Debüt in der MLS gab er schließlich im März 2019, als er am vierten Spieltag der Saison 2019 gegen die Colorado Rapids in der 79. Minute für Jesús Ferreira eingewechselt wurde. Bis Saisonende kam er zu sechs Einsätzen in der MLS, zudem spielte er in jener Spielzeit elfmal für das Farmteam North Texas SC in der drittklassigen USL League One. In der Saison 2020 kam Roberts ausschließlich für North Texas zum Einsatz, für das er zehn Partien machte.
Im Juli 2021 wurde der Mittelfeldspieler an den österreichischen Bundesligisten SK Austria Klagenfurt verliehen. Für Klagenfurt kam er insgesamt achtmal in der Bundesliga zum Einsatz. Anfang Mai 2022 wurde die Leihe drei Spieltage vor dem Ende der österreichischen Spielzeit vorzeitig beendet und Roberts kehrte nach Texas zurück.

### Nationalmannschaft
Roberts spielte 2017 für die US-amerikanische U-16-Auswahl, 2018 kam er viermal für die U-18-Mannschaft zum Zug.